# Andrew Speight
Andrew Speight (* 23. März 1964 in Sydney; † 1. Dezember 2022 in Burlingame (Kalifornien)) war ein australischer, in den Vereinigten Staaten lebender Jazzmusiker (Altsaxophon) und Hochschullehrer.

## Leben und Wirken
Speight wuchs in Sydney auf, wo er Saxophon lernte und die Gelegenheit hatte, mit amerikanischen Künstlern wie Percy Heath, Nat Adderley und Benny Carter aufzutreten, als sie durch Australien tourten. 1991 war er Finalist beim Thelonious-Monk-Wettbewerb. Der Altsaxophonist erhielt viel Anerkennung für seine Arbeit in seinem Heimatland, die ihren Höhepunkt fand, als das Album Andrew Speight Quartet von 1998 einen ARIA Award erhielt, das australische Äquivalent zu einem Grammy. In den frühen 1990er-Jahren zog Speight in die Vereinigten Staaten und begann, das Jazzprogramm an der Michigan State University zu leiten. Später zog er an die Westküste, um das Jazzprogramm an der San Francisco State University zu leiten, wo er bis zu seinem Tod Mitglied der Fakultät blieb. Daneben war er als Jazzmusiker in der San Francisco Bay Area aktiv und spielte im Laufe seiner Karriere unzählige Gigs in zahlreichen Clubs sowie beim Stanford Jazz Festival. Im Bereich des Jazz war er laut Tom Lord zwischen 1985 und 2009 an vier Aufnahmesessions beteiligt, mit Tom Baker and The Swing Street Orchestra, Jimmy Cobb (Marsalis Music Honors Jimmy Cobb, mit Ellis Marsalis, Orlando le Fleming), der Generations Band (Tough Guys, mit Marcus Belgrave, Eric Alexander, Ronnie Mathews, Ray Drummond, Jimmy Cobb) und The Oster/Welker Jazz Alliance von Peter Welker und Jeff Oster (Shining Hour).
Speight wurde Anfang Dezember 2022 in Burlingame nahe der Broadway Caltrain Bahnstation der Caltrain getötet, nachdem sein Fahrzeug von zwei Zügen angefahren wurde.